# Gilocourt
Gilocourt – miejscowość i gmina we Francji, w regionie Hauts-de-France, w departamencie Oise.
Według danych na rok 1990 gminę zamieszkiwały 543 osoby, a gęstość zaludnienia wynosiła 78 osób/km² (wśród 2293 gmin Pikardii Gilocourt plasuje się na 504. miejscu pod względem liczby ludności, natomiast pod względem powierzchni na miejscu 694.).